# Pierrefonds-Roxboro
Pierrefonds-Roxboro è un quartiere di Montréal, città del Canada situata nella provincia del Québec.
Costituito nel 2006, è composto dalle ex-città di Pierrefonds e Roxboro e si trova nella parte occidentale dell'isola di Montréal.